# Joos van Craesbeeck

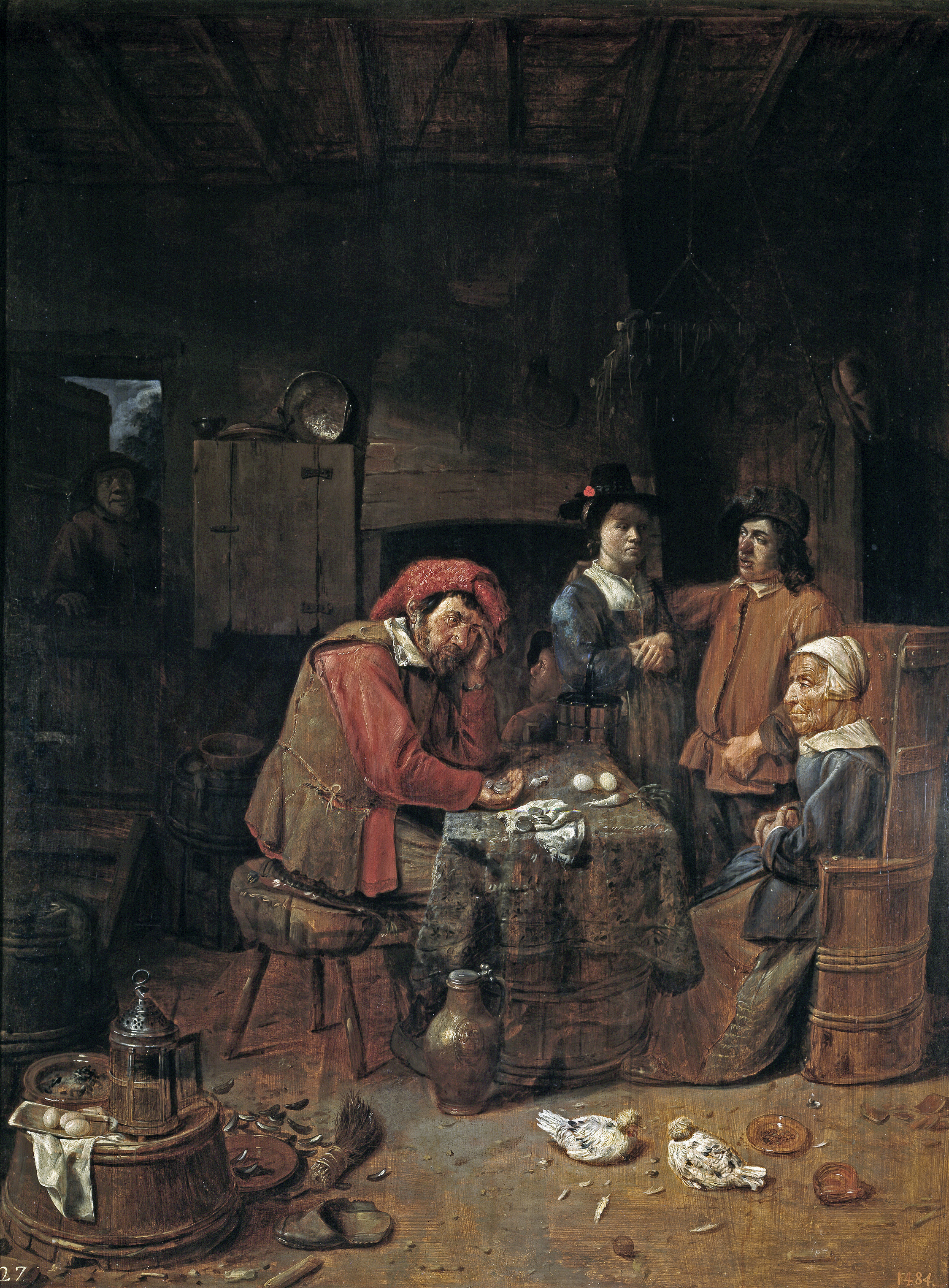
El contrato matrimonial, óleo sobre tabla, 71 x 54 cm, Madrid, Museo del Prado.

Joos van Craesbeeck (Neerlinter, Brabante flamenco, ca. 1605/1606-Bruselas, ca. 1660) fue un pintor barroco flamenco, discípulo o seguidor de Adriaen Brouwer y especializado en la pintura de género, frecuentemente interiores de taberna.
Hijo de un panadero, en 1631 contrajo matrimonio en Amberes con Johanna Tielens, sobrina del pintor paisajista Jan Tielens. A una edad relativamente avanzada, posiblemente por hacer compatible el oficio de pintor con el de panadero, en 1633-1634 fue recibido como maestro en el gremio de San Lucas de Amberes. Muy pronto, en 1637, dejó de aparecer en los registros del gremio, ignorándose su lugar de residencia hasta que, en marzo de 1651, se le encuentra registrado en la guilda de Bruselas, a donde podría haberse trasladado siguiendo los pasos de David Teniers II.
Aun cuando no hay constancia documental de que se formase en el taller de Brouwer, su pintura encuentra en él su punto partida. A ambos interesaron los mismos asuntos plebeyos y la caricaturesca caracterización de sus rústicos protagonistas. Las que deben de ser sus obras más tempranas, habitualmente con un número reducido de personajes e insistiendo en lo expresionista y ridículo de sus tipos, como sucede en el Terceto burlesco del Museo del Prado, están pintadas con una muy reducida gama de color, de modo semejante a lo que se encuentra en la etapa amberina de Brouwer, y con una pincelada muy libre y ligera de pasta. Hacia 1640 la paleta se aclara y el claroscuro es sustituido por una iluminación más homogénea y vivaz, al tiempo que las composiciones ganan en complejidad y teatralidad, con la multiplicación del número de personajes, de lo que puede servir de ejemplo La muerte es feroz y rápida (Amberes, Koninklijk Museum), cuadro inspirado en un poema de Anthonis de Roovere, tendencia que se acentuó en Bruselas y en contacto con David Teniers II, aunque, al contrario que este, Craesbeeck nunca abandonó los modelos y tipos vulgares.